# Erémeï Aïpine
Éremeï Danilovitch Aïpine, né le 27 juin 1948 à Variogane, oblast de Tioumen, est un écrivain khanty. En 1993, il est le deuxième président de l'Association des peuples du Nord, de la Sibérie et de l’Extrême-Orient russe. En 1994, il prononce un discours resté célèbre à la cérémonie d'ouverture de la Décennie internationale des peuples autochtones de l'ONU. Conseiller d’État de la fédération de Russie, il est l'auteur de plus de 20 ouvrages de fiction et journalistiques.

## Biographie
Né le 27 juin 1948 dans le village de Variogane (aujourd'hui l'Okrug autonome Khanty-Mansiysk - Yugra) dans la famille d'un chasseur khanty, il grandit dans un tchoum.
Aïpine fait ses études secondaires en Sibérie puis rejoint l'Institut Gorki de Moscou. Il est parallèlement correspondant à la radiotélévision locale mais aussi charpentier et aide-foreur. De 1978 à 1989, il est rédacteur en chef et chef du département du centre scientifique et méthodologique (Maison de la créativité des peuples du Nord) du département de la culture de l'Okrug autonome de Khanty-Mansiysk. Il est admis en 1981 à l'Union des écrivains soviétiques.
En 1993, il devient président de l'Association des peuples du Nord, de la Sibérie et de l’Extrême-Orient russe, fondée en 1990 et présidée jusque là par Vladimir Sangui. En décembre 1994, à la tribune de l'ONU, il prononce son célèbre discours-poème sur les peuples sibériens.

## Engagement politique
Il commence son engagement politique à la fin des années 1980. Il est successivement :
- 1987-1989 - député du Conseil des députés du peuple de l'Okrug autonome de Khanty-Mansiysk, membre du bureau du Comité d'Okrug du PCUS.
- 1989-1992 - député du peuple de l'URSS dans la circonscription nationale-territoriale de Khanty-Mansiysk.
- 1989-1990 - membre de la commission sur la politique nationale et les relations interethniques du Conseil des nationalités du Soviet suprême de l'URSS.
- 1990-1991 - président du sous-comité de la commission sur la politique nationale et les relations interethniques du Conseil des nationalités des forces armées de l'URSS.
- 1991-1992 - membre du Comité de coopération économique inter-républicaine du Conseil des républiques du Soviet suprême de l'URSS.
- 1992-1993 - représentant du président de la fédération de Russie dans l'Okrug autonome de Khanty-Mansiysk[2].
- 1994-1996 - député de la Douma d'État de l'Assemblée fédérale de la fédération de Russie de la première convocation dans le district de Khanty-Mansiysk no 222 (a reçu 28,8 % des voix), vice-président de la commission des affaires ethniques.
- 1997-2000 - conseiller du bureau du représentant plénipotentiaire du président de la fédération de Russie dans l'Okrug autonome de Khanty-Mansiysk, président de l'Association des peuples autochtones du Nord, de la Sibérie et de l'Extrême-Orient de la fédération de Russie.
- 2001-2006 - député de la Douma de l'Okrug autonome de Khanty-Mansiysk de la troisième convocation.
- 2002-2006 - vice-président de la Douma - président de l'Assemblée des représentants des minorités indigènes du Nord.
- 2006 - présent - député de la Douma de l'Okrug autonome de Khanty-Mansiysk - Ugra de la quatrième convocation, vice-président de la Douma - président de l'Assemblée des représentants des minorités autochtones du Nord.

## Création littéraire
Dès la fin des années 1960, Erémeï Aïpine publie œuvres poétiques, nouvelles, récits et romans. Il est l'auteur de plus de 20 ouvrages de fiction et journalistiques. Plusieurs œuvres ont été traduites en anglais, français, allemand, espagnol, hongrois, finnois, japonais et dans certaines langues des peuples de Russie et des pays voisins.
Les œuvres de Erémeï Aïpine reflètent son attachement à la nature et aux traditions khantyes, malmenées par l'avancée de la civilisation occidentale dans la région, puis par le pouvoir soviétique.
En 1990, Les Khantys ou l’Étoile de l'aube est publié après 6 ans de refus, Le parjure (1995) est impubliable pendant 15 ans.
Dans la Mère de Dieu dans les neiges de sang (2002), il raconte l’écrasement sanglant du soulèvement du Kazym dans les années 1930.
En 2004, Aïpine est proposé pour le prix Nobel de littérature par le Congrès des écrivains finno-ougriens.

### Publications en français
- Erémeï Aïpine, L'Etoile de l'Aube, Éditions du Rocher, 1er septembre 2005, 365 p. (EAN 9782268055381)
- Erémeï Aïpine (trad. Anne-Victoire Charrin et Anne Coldefy-Faucard), La Mère de Dieu dans les neiges de sang, Editions Paulsen, 16 mars 2010, 323 p. (EAN 9782916552095) dont la traduction en français a été récompensé en 2011 par une Mention spéciale du Prix Russophonie

## Prix et titres
- Médaille de l'ordre du Mérite pour la Patrie, 1re classe
- Médaille de l'ordre du Mérite pour la Patrie, 2e classe (2000)
- Médaille de l'ordre de l'Honneur
- Badge "Pour les services au quartier"
- Insigne honorifique de l'Okrug autonome de Khanty-Mansiysk - Ugra "pour sa contribution au développement de la législation"
- Insigne du ministère de la Culture de l'URSS "pour un excellent travail"
- Certificat de mérite de la Douma de l'Okrug autonome de Khanty-Mansiysk - Ugra
- Ouvrier émérite de la culture de l'Okrug autonome de Khanty-Mansiysk
- Prix du gouverneur de l'Okrug autonome de Khanty-Mansiysk dans le domaine de la littérature
- Gratitude du président de la fédération de Russie
- Lettre de remerciement du gouverneur de l'Okrug autonome de Khanty-Mansiysk
- Gratitude du représentant plénipotentiaire du président de la fédération de Russie dans le district fédéral de l'Oural (2005)
- Candidat ès sciences historiques